# Lupul de fier

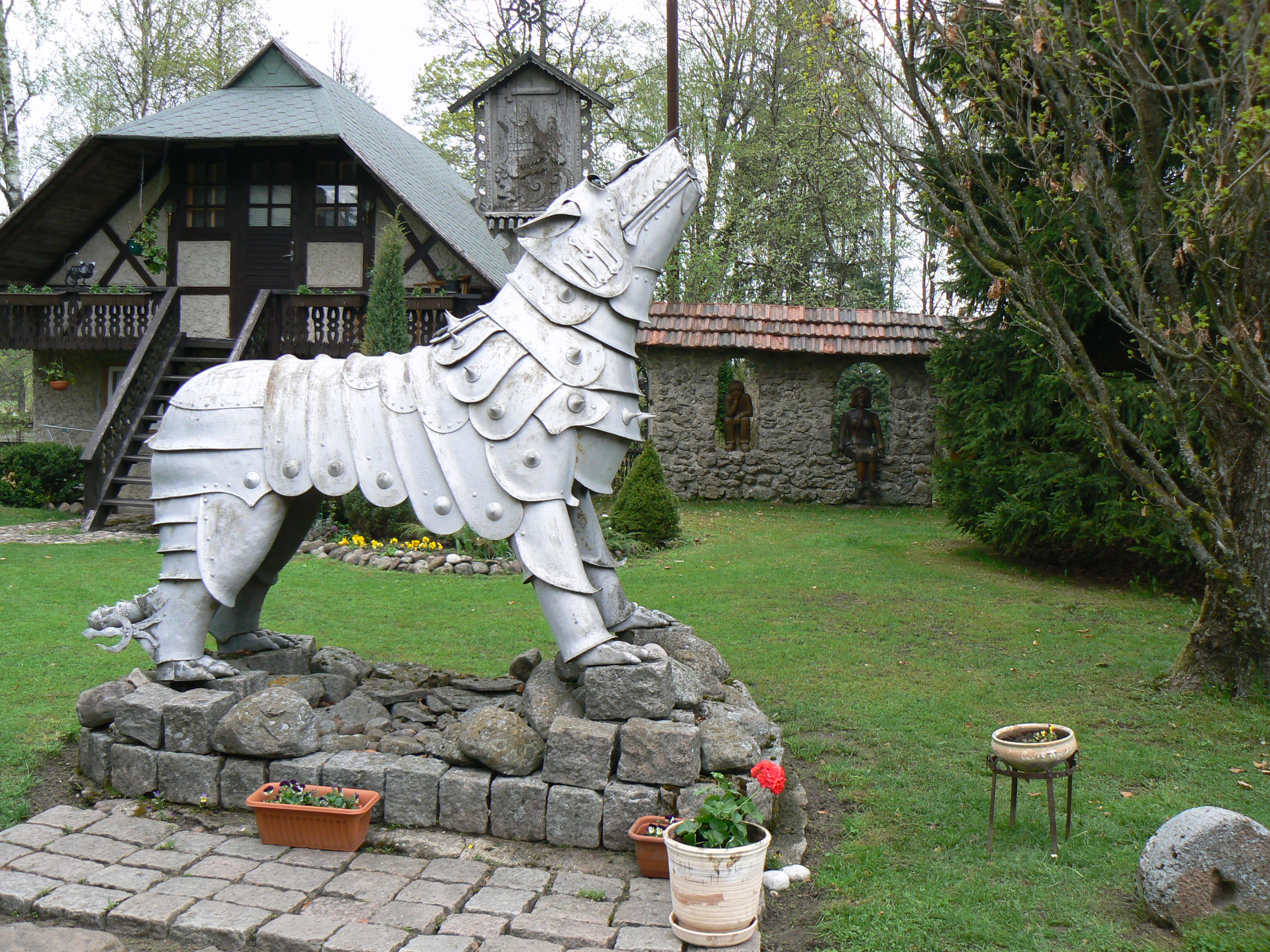
Geležinis Vilkas

Lupul de fier (Lithuanian: Geležinis Vilkas) este un personaj mitologic dintr-o legendă medievală a întemeierii orașului Vilnius, capitala Marelui Ducat al Lituaniei și a Republicii Lituania de astăzi. A fost menționat prima dat în Cronicile Lituaniene, legenda având câteva similitudini cu Lupa Capitolina și e posibil să se reflecte din dorința lituanienilor de a-și arăta rădăcinile legendare din Imperiul Roman. Legenda a devenit populară în perioada naționalismului romantic. În zilele noastre, Lupul de fier este unul din simbolurile orașului Vilnius și este folosit de echipe sportive, armata lituaniană, cercetași.
După legendă, marele duce Gediminas (cca. 1275 – 1341) era la vânătoare în pădurea sfântă din apropiere de valea Šventaragis, aproape de locul în care râul Vilnia se varsă în râul Neris. Obosit, după ce a vânat un zimbru, ducele și-a făcut tabără pentru noapte. A adormit imediat și a vizat un lup de fier uriaș, stând pe vârful unui deal și urlând la fel de tare ca o sută de lupi. Când s-a trezit i-a cerut preotului păgân Lizdeika să-i explice visul. Preotul i-a spus: „Ce îi sunt destinate conducătorului și statului Lituaniei sunt acestea: lupul de fier reprezintă un castel și un oraș va fi fondat de tine în acest loc. Acest oraș va fi capitala pământurilor lituaniene și va fi locul de trai al conducătorilor și gloria faptelor lor va răsuna prin lume.” Atunci Gediminas, ascultând voia zeilor, a construit orașul și i-a dat numele Vilnius – de la râul Vilnia.